# Garcinia mindanaensis
Garcinia mindanaensis là một loài thực vật có hoa trong họ Bứa. Loài này được Merr. mô tả khoa học đầu tiên năm 1909.